# Suran (underdistrikt i Hama)
Suran, formellt Nahiyat Suran (arabiska: ناحية صوران) är ett underdistrikt (nahiya) i Syrien. Det ligger i provinsen Hama, i den västra delen av landet, 210 km norr om huvudstaden Damaskus.